# Joerie Church
Joerie Church (Redhill, 23 maart 1998) is een Engels-Nederlands voetballer die als verdediger speelt. Hij verruilde in 2021 SV Rödinghausen voor HHC Hardenberg.

## Carrière
Joerie Church speelde in de jeugd van VIOS-W en AZ, waar hij in het seizoen 2016/17 deel uit maakte van Jong AZ, wat kampioen werd van de Tweede divisie. Hij zat enkele wedstrijden op de bank, maar kwam niet in actie. Hij debuteerde in het betaald voetbal op 18 augustus 2017, in de met 1-3 gewonnen uitwedstrijd tegen FC Den Bosch. Church zat op 18 april 2018 eenmalig op de bank bij de thuiswedstrijd van AZ in de Eredivisie tegen Vitesse (3-2) maar speelde tot 2020 in het beloftenteam. Medio 2020 stapte hij over naar het Duitse SV Rödinghausen dat uitkomt in de Regionalliga West. Na een seizoen SV Rödinghausen verruilde hij die club voor HHC Hardenberg dat uitkomt in de Tweede divisie

### Statistieken
| Seizoen                   | Club           | Land           | Competitie     | Competitie | Competitie | Beker | Beker | Totaal | Totaal |
| Seizoen                   | Club           | Land           | Competitie     | Wed.       | Dlp.       | Wed.  | Dlp.  | Wed.   | Dlp.   |
| ------------------------- | -------------- | -------------- | -------------- | ---------- | ---------- | ----- | ----- | ------ | ------ |
| 2016/17                   | Jong AZ        | Nederland      | Tweede divisie | 0          | 0          | –     | –     | 0      | 0      |
| 2017/18                   | Jong AZ        | Nederland      | Eerste divisie | 22         | 1          | –     | –     | 22     | 1      |
| 2018/19                   | Jong AZ        | Nederland      | Eerste divisie | 24         | 0          | –     | –     | 24     | 0      |
| 2019/20                   | Jong AZ        | Nederland      | Eerste divisie | 26         | 2          | –     | –     | 26     | 2      |
| Carrièretotaal            | Carrièretotaal | Carrièretotaal | Carrièretotaal | 72         | 3          | 0     | 0     | 72     | 3      |
| Bijgewerkt op 23 mei 2020 |                |                |                |            |            |       |       |        |        |